# 16. Szaturnusz-gála
A 16. Szaturnusz-gála az 1988-as év legjobb filmes és televíziós sci-fi, horror és fantasy alakításait értékelte. A díjátadót 1990. január 21-én tartották Kaliforniában.

## Győztesek és jelöltek
Forrás:

### Film
| Legjobb sci-fi film | Legjobb fantasyfilm |
| --- | --- |
| - Földönkívüli zsaru - A massza - Selyemgubó 2. - A visszatérés - Marslakó a mostohám - Rövidzárlat 2. - Elpusztíthatatlanok | - Roger nyúl a pácban - Segítség, felnőttem! - Őslények országa - Szellemes karácsony - Willow - Sherlock és én |
| Legjobb horrorfilm | Legjobb fiatal színész |
| - Beetlejuice – Kísértethistória - Gyerekjáték - Két test, egy lélek - Halloween 4. - Hellraiser 2. - Rémálom az Elm utcában 4. - Az álmok ura - Waxwork | - Fred Savage – Egymás bőrében (Charlie Seymour) - Warwick Davis – Willow (Willow Ufgood) - Rodney Eastman – Halálfegyver (Zeke) - Lukas Haas – A fehérruhás hölgy (Frankie Scarlatti) - Corey Haim – Gyilkos kísérlet (Travis Cornell) - Jared Rushton – Segítség, felnőttem! (Billy) - Alex Vincent – Gyerekjáték (Andy Barclay)                                                                                        |
| Legjobb férfi főszereplő | Legjobb női főszereplő |
| - Tom Hanks – Segítség, felnőttem! (Josh Baskin) - Hume Cronyn – Selyemgubó 2. - A visszatérés (Joe Finley) - Bob Hoskins – Roger nyúl a pácban (Eddie Valiant) - Jeremy Irons – Két test, egy lélek (Beverly Mantle / Elliot Mantle) - Bill Murray – Szellemes karácsony (Frank Cross) - James Spader – Jack's Back (John / Rick Wesford)                                                               | - Catherine Hicks – Gyerekjáték (Karen Barclay) - Kim Basinger – Marslakó a mostohám (Celeste Martin) - Amanda Donohoe – A fehér féreg búvóhelye (Lady Sylvia Marsh) - Cassandra Peterson – Elvira, a sötét hercegnő (Elvira) - Joanna Pacuła – The Kiss (Felice Dunbar) - Jessica Tandy – Selyemgubó 2. - A visszatérés (Alma Finley)                                                                                    |
| Legjobb férfi mellékszereplő | Legjobb női mellékszereplő |
| - Robert Loggia – Segítség, felnőttem! (MacMillan) - Robert Englund – Rémálom az Elm utcában 4. - Az álmok ura (Freddy Krueger) - Jack Gilford – Selyemgubó 2. - A visszatérés (Bernie Lefkowitz) - Michael Keaton – Beetlejuice – Kísértethistória (Betelgeuse) - Christopher Lloyd – Roger nyúl a pácban (Doom vizsgálóbíró) - Mandy Patinkin – Földönkívüli zsaru (Samuel 'George' Francisco nyomozó) | - Sylvia Sidney – Beetlejuice – Kísértethistória (Juno) - Joanna Cassidy – Roger nyúl a pácban (Dolores) - Katherine Helmond – A fehérruhás hölgy (Amanda Harper) - Clare Higgins – Hellraiser 2. (Julia Cotton) - Jean Marsh – Willow (Bavmorda királynő) - Zelda Rubinstein – Kopogó szellem 3. (Tangina Barrons) - Meredith Salenger – The Kiss (Amy)                                                                  |
| Legjobb rendező | Legjobb forgatókönyv |
| - Robert Zemeckis – Roger nyúl a pácban - Tim Burton – Beetlejuice – Kísértethistória - Renny Harlin – Rémálom az Elm utcában 4. - Az álmok ura - Anthony Hickox – Waxwork - Penny Marshall – Segítség, felnőttem! - Charles Matthau – Doin' Time on Planet Earth | - Gary Ross, Anne Spielberg – Segítség, felnőttem! - Michael McDowell, Warren Skaaren – Beetlejuice – Kísértethistória - Tom Holland, John Lafia, Don Mancini – Gyerekjáték - David Cronenberg, Norman Snider – Két test, egy lélek - Alan B. McElroy – Halloween 4. - Jeffrey Price és Peter S. Seaman – Roger nyúl a pácban                                                                                             |
| Legjobb filmzene | Legjobb jelmez |
| - Christopher Young – Hellraiser 2. - Danny Elfman – Beetlejuice – Kísértethistória - Michael Hoenig – A massza - Howard Shore – Két test, egy lélek - John Massari – Gyilkos bohócok az űrből - John Carpenter, Alan Howarth – Elpusztíthatatlanok - Alan Silvestri – Roger nyúl a pácban | - Barbara Lane – Willow - Denise Cronenberg – Két test, egy lélek - Darcie F. Olson – Gyilkos bohócok az űrből - Michael Jeffery – A fehér féreg búvóhelye - Stephen M. Chudej – Sötétedés - Leonard Pollack – Waxwork |
| Legjobb smink | Legjobb különleges effektek |
| - Ve Neill, Steve La Porte, Robert Short – Beetlejuice – Kísértethistória - John M. Elliott, Jr., Stan Winston – Földönkívüli zsaru - R. Christopher Biggs, Sheri Short – Rémecskék 2. - Mark Shostrom – Agyrém 2. - David LeRoy Anderson, Lance Anderson – A kígyó és a szivárvány - Bob Keen – Waxwork                                                                                                 | - George Gibbs, Ken Ralston, Richard Williams (Industrial Light & Magic) – Roger nyúl a pácban - Peter Kuran, Alan Munro, Ted Rae, Robert Short – Beetlejuice – Kísértethistória - Kevin Pike, Hoyt Yeatman, Will Vinton – Moonwalker - A holdjáró - Eric Brevig, Allen Hall (Dream Quest Images) – Szellemes karácsony - Eric Allard, Jeff Jarvis – Rövidzárlat 2. - John Richardson (Industrial Light & Magic) – Willow |

### Televízió
| Legjobb televíziós műsor |
| --- |
| - Star Trek: Az új nemzedék - A szépség és a szörnyeteg - Freddy's Nightmares - Péntek 13 - Űrapu - Superboy - Világok harca |

### Különdíj
- Életműdíj - Ray Walston
- The President's Memorial Award - Carrie Fisher

## Fordítás
- Ez a szócikk részben vagy egészben  a(z)   16th Saturn Awards című angol Wikipédia-szócikk fordításán alapul.  Az eredeti cikk szerkesztőit annak laptörténete sorolja fel. Ez a jelzés csupán a megfogalmazás eredetét és a szerzői jogokat jelzi, nem szolgál a cikkben szereplő információk forrásmegjelöléseként.